# Diofanto (general)

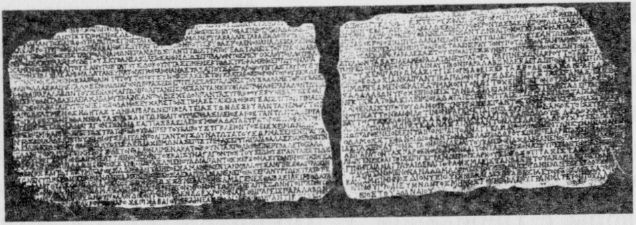
Decreto honorífico en honor de Diofanto, comandante del rey póntico Mitrídates VI.

Diofanto (en griego antiguo Διόφαντος), hijo de Asclepiodoro, de Sinope, fue un general del rey del Ponto Mitrídates VI Eupátor. 
Condujo la campaña contra los escitas entre 110 y 107 a. C., tras la cual se afianzó el dominio de Mitrídates en el Bósforo Cimerio y la población griega del Quersoneso.

## Citado en Estrabón
Hacia el año 110 a. C. liberó a la ciudad de Quersoneso de un asedio y sometió a la mayor parte de los príncipes escitas de Táurica (actual Crimea). Tras su regreso a los cuarteles de invierno en Asia menor, los roxolanos, el pueblo más septentrional que Estrabón conocía, liderados por Tasio, atacaron el Ponto en alianza con los escitas de Palaco, hijo de Escíloro. Esto obligó a Diofanto a volver a defender el reino, al mando de un cuerpo expedicionario de seis mil soldados contra los cincuenta mil bárbaros, pero las tropas ligeras de los bárbaros, en franca desventaja ante una falange dispuesta en orden de batalla y bien pertrechada, no fueron suficientes y la mayoría pereció bajo los muros de Puerto Bello, una colonia de los quersonesitas.
Fundó la fortaleza de Eupatoria; la identificación de esta fortificación es cuestionable, pudiendo estar localizada al este de Sebastopol o en el cabo del lado opuesto, entre el puerto de Sebastopol y la Bahía da Artilharia.

## Decreto de homenaje a Diofanto
Durante la guerra entre el Reino del Ponto, cuyo rey era Mitrídates VI, los escitas, cuyo rey era Palaco, Diofanto, hijo de Asclepiodoro, de Sinope, fue general de Mitrídates.
En el Reino del Bósforo, los esclavos escitas liderados por Saumaco se rebelaron y mataron al rey Perisades V, que había sido criado por Diofanto o Mitrídates, y Diofanto tuvo que huir por mar.
Diofanto regresó al comienzo de la primavera, capturó a Saumaco y lo envió como prisionero a Mitrídates.